# Shelbi Vaughan
Shelbi Vaughan (née le 24 août 1994) est une athlète américaine, spécialiste du lancer du disque. 

## Biographie
Le 15 juillet 2012, Shelbi Vaughan remporte le bronze aux Championnats du monde juniors, avec un lancer à 60,07 m réalisé à son quatrième essai. Elle s'incline face aux Allemandes Anna Rüh et Shanice Craft.

### Palmarès
| Date | Compétition                        | Lieu              | Résultat | Performance |
| ---- | ---------------------------------- | ----------------- | -------- | ----------- |
| 2011 | Championnats du monde jeunesse     | Villeneuve-d'Ascq | 3e       | 52,58 m     |
| 2011 | Championnats panaméricains juniors | Miramar           | 1re      | 53,12 m     |
| 2012 | Championnats du monde juniors      | Barcelone         | 3e       | 60,07 m     |

### Records
| Épreuve          | Performance | Lieu        | Date         |
| ---------------- | ----------- | ----------- | ------------ |
| Lancer du disque | 60,59 m     | Bloomington | 15 juin 2012 |